# Полежаев, Семён Антонович
Семён Антонович Полежаев (1918—1982) — майор Рабоче-крестьянской Красной Армии, участник Великой Отечественной войны, Герой Советского Союза (1944).

## Биография
Семён Полежаев родился 12 сентября 1918 года в Саранске. Окончил среднюю школу. В 1936 году Полежаев был призван на службу в Рабоче-крестьянскую Красную Армию. В 1940 году он окончил Чкаловское военное авиационное училище лётчиков. С августа 1941 года — на фронтах Великой Отечественной войны.
К декабрю 1943 года гвардии майор Семён Полежаев командовал эскадрильей 16-го гвардейского авиаполка 1-й гвардейской авиадивизии 1-го гвардейского авиакорпуса дальнего действия. К тому времени он совершил 224 боевых вылетов на бомбардировку объектов вражеского военно-промышленного комплекса в глубоком тылу противника, нанеся ему большой ущерб.
Указом Президиума Верховного Совета СССР от 13 марта 1944 года за «образцовое выполнение боевых заданий командования на фронте борьбы с немецкими захватчиками и проявленные при этом мужество и героизм» гвардии майор Семён Полежаев был удостоен высокого звания Героя Советского Союза с вручением ордена Ленина и медали «Золотая Звезда» за номером 3392.
В 1946 году Полежаев был уволен в запас. Проживал в Саранске, находился на партийных и хозяйственных должностях. Скончался 19 сентября 1982 года, похоронен в Саранске.
Был награждён двумя орденами Ленина и двумя орденами Красного Знамени, рядом медалей.